# Rio Budişteanca
O Rio Budişteanca é um rio da Romênia afluente do Rio Argeş, localizado no distrito de Argeş.